# C11-15-iso-Alkan
C11-15-iso-Alkan je dodatek gorivu za dizelske motorje s filtrom trdnih delcev (DPF ali FAP). Kemična sestave tega aditiva je na osnovi izotopa Alkana z dodatki Cerija (Ce) in Železa (Fe). Spada v skupino kovinskih katalizatorjev. Tekočina je temno rjave barve z izrazitim vonjem. Pri stiku s kožo lahko pusti rdeče madeže in pri vdihavanju povzroči nelagoden občutek ali rahel glavobol.